# Prunus ussuriensis
Espèce
Classification phylogénétique
Prunus ussuriensis est une espèce de plantes à fleurs de la famille des Rosaceae. C'est un arbuste que l'on trouve en Asie, de la Russie à la Chine.